# Pertlstein
Pertlstein est une ancienne commune autrichienne du district de Südoststeiermark en Styrie.